# Великий Двор (Ярославская область)
Великий Двор — деревня в Даниловском районе Ярославской области. Входит в состав Дмитриевского сельского поселения, относится к Семивраговскому сельскому округу.

## География
Расположена в 20 км на юго-запад от центра поселения села Дмитриевское и в 35 км на юг от райцентра города Данилова.

## История
Близ деревни в селе Спас-Березники существовал Храм Преображения Господня, построенный в 1655 году, в XIX веке храм претерпел значительную перестройку, в результате которой первоначальный облик был практически утрачен. Храм имел три престола: во имя Преображения Господня, во имя Чудотворца Николая и во имя Дмитрия Ростовского. 
В конце XIX — начале XX деревня Великий Двор и село Спас-Березники входили в состав Сандыревской волости Романово-Борисоглебского уезда Ярославской губернии.
С 1929 года деревня входила в состав Березниковского сельсовета Даниловского района, в 1946—1957 годах — в составе Толбухинского района, с 1954 года — в составе Вокшерского сельсовета, с 1957 года — в составе Семивраговского сельсовета, с 2005 года — в составе Дмитриевского сельского поселения.

## Население
| 1859 | 1914 | 2002 | 2007 | 2010 |
| ---- | ---- | ---- | ---- | ---- |
| 51   | ↗69  | ↘0   | →0   | →0   |

## Достопримечательности
Близ деревни в урочище Спас-Березники расположены руинированные остатки Церкви Спаса Преображения (1655).